# Emilio Villari
Emilio Villari (Napoli, 25 settembre 1836 – Napoli, 20 agosto 1904) è stato un fisico italiano.

## Biografia

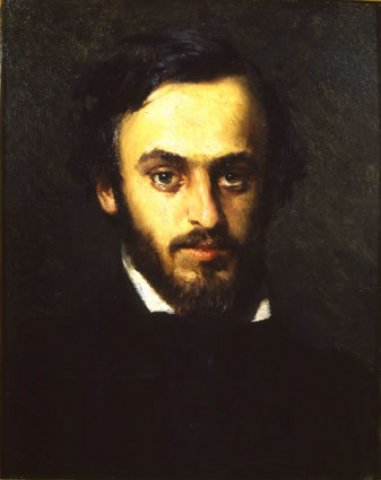
Ritratto giovanile di Emilio Villari nel 1855~1858. Olio su tela realizzato dal cognato Domenico Morelli.

Compì i suoi studi all'Università di Firenze per perfezionarsi poi, nel 1864, all'Università di Berlino, dove poté frequentare il laboratorio di Gustav Magnus.
Fu professore al Real Liceo Dante di Firenze dal 1865 al 1867 e, in seguito, all'Istituto Tecnico Toscano di Firenze, quindi a Bologna, dove ebbe tra gli allievi Augusto Righi, e infine all'Università di Napoli, dove fu professore di Fisica sperimentale e direttore del locale Istituto di fisica dal 1889 al 1904.
Fu anche direttore dell'Osservatorio vesuviano.
Nel 1881 fu insignito della Medaglia Matteucci mentre nel 1884 fu ammesso come socio dell'Accademia nazionale delle scienze.
Il suo nome è legato agli studi compiuti sul ferromagnetismo, iniziati fin dal 1865: si deve a lui la scoperta del cambio di suscettività magnetica di un materiale sottoposto a stress meccanico, un fenomeno conosciuto come effetto Villari. L'inversione di Villari è il cambiamento di segno della magnetostrizione del ferro, da positiva a negativa, quando il materiale è esposto a campi magnetici di circa 40000 A/m (500 oersteds).
Di sua ideazione fu un nuovo tipo di elettrometro a quadrante che perfezionava lo strumento ideato di Thomson grazie all'aggiunta di un freno elettromagnetico che, diminuendo il periodo, migliorava lo smorzamento delle oscillazioni in fase di misura rendendo più rapida e precisa la misura.

## Rapporti di parentela
Era fratello dello storico Pasquale Villari e cognato del pittore Domenico Morelli che ne aveva sposato la sorella Virginia e che dipinse un suo ritratto a olio negli anni 1855-1858. Sarà la sorella, nel ricordare la tormentata personalità del fratello, a sottolinearne l'atteggiamento fortemente incline "alla malinconia e alla noia".